# پروفسور دیوانه
پروفسور دیوانه (انگلیسی: The Nutty Professor) که در ایران با نام نابغه هم شناخته می‌شود، یک فیلم کمدی رمانتیک به کارگردانی جری لوئیس است که در سال ۱۹۶۳ منتشر شد.
در سال ۲۰۰۰ میلادی، این فیلم در ردهٔ ۹۹ از فهرست «۱۰۰ سال… ۱۰۰ خنده» به انتخاب بنیاد فیلم آمریکا قرار گرفت.

## خلاصه داستان
پروفسور جولیوس کِلپ (جری لوئیس)، استاد دانشگاه، مردی است بدلباس، با پشت خمیده و دندان‌های کج و کوله که هر جا می‌رود دسته گلی به آب می‌دهد. آزمایش‌هایی که پروفسو. ر در لابراتوآر یا کلاس درس انجام می‌دهد، معمولاً همه چیز را به هوا می‌فرستد. اما وقتی یک روز، یک دانشجوی گنده بکِ کلاس، او را جلوی دانشجوهای دیگر تحقیر می‌کند، پروفسور تصمیم می‌گیرد با ثبت نام در باشگاهی ورزشی، به فیزیک‌اش سرو شکلی بدهد. ولی ناکامی‌اش در باشگاه او را به فکر می‌اندازد تا با خلق معجونی در آزمایشگاه، به «بادی لاو» موجودی عکسِ خودش، قوی، خوش پوش، جذاب و دلربا تبدیل شود.

## بازیگران
- جری لوئیس در نقش «پروفسور جولیوس اف. کِلپ» و «بادی لاو» و «بیبی کِلپ»
- استلا استیونز در نقش «استلا پردی»
- کاتلین فریمن در نقش «میلی لمون»
- هاوارد موریس در نقش «المر کِلپ»
- الویا آلمن در نقش «ادوینا کِلپ»
- گوین گوردن
- ماروین کاپلان
- هنری گیبسون
- دودلز ویوِر
- مد فلوری
- دل مور